# Boscs de coníferes Transbaikal
L'ecoregió de boscs de coníferes Transbaikal (WWF ID: PA0609) cobreix una zona de 1.000 km per 1.000 km de taigà muntanyenca del sud-est que s'estén a l'est i al sud des de les ribes del llac Baikal a la regió de Sibèria meridional de Rússia. Històricament, l'àrea s'anomenava Dàuria, o Transbaikal (la terra més enllà del llac Baikal). És a l'ecozona paleàrtica (bioma del sistema WWF), i en la major part a l'ecoregión de boscs boreals i taiga amb un clima subàrtic i humit. Cobreix 200.465 km².

## Ubicació i descripció
L'ecoregió té el centre a les muntanyes Yablonoi, una serralada que arriba als 1.600 m i s'estén de sud-oest a nord-est, paral·lela al llac Baikal. La vora occidental de la regió és la riba oriental del llac i la serralada de Barguzin. La ciutat de Txità és al nord-est de la regió, i la ciutat d'Ulan Bator, Mongòlia, n'és fora de l'extrem sud, on són les muntanyes Khentii a Mongòlia. A l'est hi ha les prades temperades de l'estepa de Daurian, i al nord l'altiplà de Vitim.
Les crestes paral·leles de les muntanyes de la regió formen la divisió continental entre els rius que flueixen a l'oceà Àrtic (pel llac Baikal i el riu Lena) i al Pacífic (pel riu Amur).

## Clima
El clima n'és el subàrtic d'hiverns secs i es caracteritza per hiverns llargs, frígids, però amb poca neu, i estius frescs. L'anticicló de Sibèria manté la zona particularment seca als hiverns. Durant l'estiu, la depressió asiàtica interna porta l'aire calent dels deserts de la Xina i Mongòlia, i eleva la temperatura del Transbaikal. Al nord, el clima esdevé continental humit d'estiu fresc, amb estius més freds. Al sud de l'ecoregió, a Mongòlia, el clima és semiàrid fred, amb menys precipitació que al Transbaikal, en què oscil·la entre 400 i 500 mm/any a les terres altes, fins a 200 mm/any a les zones més baixes i més al sud.

## Flora
La regió és majoritàriament boscosa per sota del nivell dels 1.400 m. Els arbres característics al costat oest més càlid i més humit de la cresta de Yablonovsky són: el làrix de Dahurian (Larix gemilii) i el pi siberià (Pinus sibirica). En l'est més càlid i més sec de la cresta el làrix es barreja amb el pi roig (Pinus sylvestris). Els arbres són coberts amb molsa i líquens.
La vegetació característica del Transbaikal és la de les estepes: Stipa capillata, festuc, Koeleria gracilis i Filifolium (Tanacetum sibiricum), en els nivells més baixos de les valls fluvials i de les terres baixes (0-600 m). El següent (600-1.100 m) és un nivell d'estepa forestal, i de 1.100-1.800 m un nivell de bosc amb Larix gemilii i Pinus sylvestris. A diferència de les muntanyes de Sayan i Altai a l'oest, el clima del Transbaikal és massa extrem per sostenir els prats alpins; la vegetació va del bosc directament als arbusts de major altitud.

## Fauna
L'extensa coberta d'arbres proporciona un bon hàbitat per al cérvol, el mufló de les muntanyes, l'os, el senglar, i altres mamífers grans.

## Ecosistemes d'aigua dolça
L'ecoregió terrestre del Transbaikal inclou el llac d'aigua dolça Baikal (WWF ID: 606). Aquesta zona d'aigua dolça sosté un hàbitat de "llacs grans" per a la vida aquàtica, i el focus principal d'estudi científic del llac Baikal i els peixos que fresen als rius que l'alimenten (com el Barguzin del Transbaikal).

## Proteccions
L'àrea del llac Baikal a la vora occidental de l'ecoregió és una Reserva de la Biosfera (MAB) de la UNESCO. També és Patrimoni de la Humanitat de la UNESCO.
Tres grans àrees protegides de la Federació de Rússia a l'ecoregió Transbaikal són:
- La reserva natural Baikal, una "reserva ecològica estricta" a la riba sud-oriental del llac (superfície: 1.657 km²).
- La reserva natural Barguzin, una reserva ecològica estricta de la classe IUCN a la riba oriental del llac Baikal (superfície: 2.482 km²).
- La reserva natural de Sokhondo, una reserva ecològica estricta de la classe IUCN que inclou el massís de la muntanya de Sokhondo, al krai de Zabaikàlie, al sud-est de l'ecoregió (superfície: 2.110 km²).

Dues grans àrees protegides del Transbaikal són a Mongòlia:
- L'àrea protegida de Khan Khentii. Una "àrea silvestre" de classe I de la UICN, a les muntanyes Khentii, que conté la muntanya sagrada de Burkhan Khaldun (superfície: 12.270 km²).
- El Parc nacional d'Onon-Balj, creat al 2000, que protegeix la font del riu Onon, que és en darrera instància la font del riu Amur (superfície: 4.158 km²).

## Amenaces
Els incendis forestals són sempre una amenaça per a les zones arbrades i seques; la sequera en els últims anys ha augmentat l'amenaça d'incendis. L'àrea també sofreix plagues i tala incontrolada. Hi ha mineria d'or a la zona, i és una amenaça per als rierols i pantans.

## Nuclis urbans i poblacions
Les principals ciutats de l'ecoregió són Ulan-Udé i Petrovsk-Zabaikalski en la República de Buriàtia, i Txità i Khilok al Krai de Zabaikal. La regió està escassament poblada. El Transsiberià divideix la regió d'oest a est.